# Everything I Love (Alan Jackson)
Everything I Love è il sesto album in studio del cantante di musica country statunitense Alan Jackson, pubblicato nel 1996.

## Tracce
1. Little Bitty – 2:38 (Tom T. Hall)
2. Everything I Love – 3:06 (Harley Allen, Carson Chamberlain)
3. Buicks to the Moon – 2:36 (Jackson, Jim McBride)
4. Between the Devil and Me – 4:21 (Allen, Chamberlain)
5. There Goes – 3:55 (Jackson)
6. A House with No Curtains – 3:25 (Jackson, McBride)
7. Who's Cheatin' Who – 4:01 (Jerry Hayes)
8. Walk on the Rocks – 3:30 (John E. Swaim)
9. Must've Had a Ball – 3:34 (Jackson)
10. It's Time You Learned About Good-Bye – 3:11 (Jackson)